# Chosenia
Genre
Classification APG III (2009)
Sous-genre
Synonymes
- Toisochosenia Kimura, 1936 [1]

Chosenia est un genre de plantes à fleurs de la famille des Salicaceae. Ce sont des arbres ou des arbustes originaires d'Extrême-Orient russe, du Nord de la Chine, de Corée et du Japon.

## Taxonomie
Le genre est décrit en premier par le botaniste japonais Takenoshin Nakai en 1920, dans (en) Botanical Magazine. [Shokubutsu-gaku zasshi], vol. 34, Tokyo (lire en ligne), p. 66,.
Selon Plants of the World online (POWO) (16 mars 2021) et GRIN (16 mars 2021), Chosenia n'est pas correct et est synonyme de Salix, le genre des Saules.

## Description
Ce sont des arbres à feuilles caduques. Le bourgeon terminal est absent ; les bourgeons n'ont qu'une seule écaille. Les feuilles sont alternes, sans stipule ; le pétiole est court ; les deux surfaces du limbe foliaire sont uniformément colorées.
La floraison est précoce ; le chaton mâle est penduleux ; le chaton femelle est dressé ou ascendant ; les bractées sont entières. Les fleurs sont anémophiles, sans périanthe ni glande à la base. Les fleurs mâles présentent cinq étamines, glabres, plus courtes que les bractées ; les filaments adnés à la base des bractées. Les fleurs femelles ont l'ovaire glabre, à une seule loge, à quatre ovules, brièvement stipendié. Deux styles, distincts, sont chacun divisés environ de moitié en deux stigmates. Le fruit est une capsule à deux valves. Les graines sont ex-albuminées.

## Liste des espèces
Selon la WCVP, aucun des noms qui suivent n'est correct :
- Chosenia arbutifolia (Pall.) A.K.Skvortsov
- Chosenia bracteosa (Turcz. ex Trautv. & C.A.Mey.) Nakai
- Chosenia cardiophylla (Trautv. & C.A.Mey.) N.Chao
- Chosenia eucalyptoides (F.N.Meijer) Nakai
- Chosenia macrolepis (Turcz.) Kom.
  - Chosenia macrolepis f. adenantha Kimura
- Chosenia maximoviczii (Kom.) N.Chao
- Chosenia splendida (Nakai) Nakai
- Chosenia urbaniana (Seemen) N.Chao

Selon Catalogue of Life (16 mars 2021), les noms qui suivent sont corrects :
- Chosenia arbutifolia (Pall.) A. K. Skvortsov
- Chosenia cardiophylla (Trautv. & C. A. Mey.) N. Chao
- Chosenia maximowiczii (Kom.) N. Chao
- Chosenia urbaniana (Seemen) N. Chao
- Chosenia × kamikochica (Kimura) comb. ined. (provisoirement accepté)
- Chosenia × tatewakii (Kimura) comb. ined. (provisoirement accepté)